# حزب ديمقراطية الشعب
حزب ديمقراطية الشعب (بالتركية: Halkın Demokrasi Partisi)‏, HADEP كان حزبًا سياسيًا كرديًا من تركيا تأسس الحزب في 11 مايو 1994 من قبل المحامي مراد بوزلاك. قرر الحزب أن ينأى بنفسه بوضوح عن حزب العمال الكردستاني.
في مؤتمر الحزب الذي أقيم في يونيو 1996، ألقى رجال ملثمون العلم التركي ورفعوا علم حزب العمال الكردستاني. نتيجة لذلك، أُلقي القبض على جميع أعضاء الحزب.
نجى الحزب من قضية الإغلاق لعام 1999 لكن المحكمة الدستورية حظرته في 13 مارس 2003 على أساس مزاعم بدعمه حزب العمال الكردستاني. وقد خلفه حزب الشعب الديمقراطي.
في العام 2010، توصلت المحكمة الأوروبية لحقوق الإنسان بالإجماع ألى أن حل الحزب مخالف للمادة 11 (حرية تكوين الجمعيات) من الاتفاقية الأوروبية لحقوق الإنسان.